# Кретоксиріна
Кретоксиріна (Cretoxyrhina) — вимерла акула крейдового періоду. Належить до вимерлої родини Cretoxyrhinidae, що входить до сучасного ряду ламноподібних акул (Lamniformes).
Великі акули, до 6—7 м завдовжки. За обрисами тіла нагадують сучасних білих акул і акул-мако (тахіпелагічні мисливці за здобиччю). Зуби зовні подібні до зубів акул-мако (спочатку їх включали до роду Isurus / Oxyrhina). Однак, будова емалі зубів відрізняється від такої у сучасних родів, емаль набагато товща, самі зуби ширші. Довжина зубів до 5 см. Корені задніх зубів широко розставлені, відстань між гілками в кілька разів перевищує висоту коронки. Бічні зубці на передніх зубах можуть бути відсутніми. Зуби зменшуються дозаду, всього в щелепах близько 80 зубів.
Рід виділений радянським палеонтологом Л. С. Глікманом в 1958 р. Найбільш відомий американський вид C. mantelli, описаний по декількох досить повних скелетах. Найповніші рештки знаходять у відкладах Канзаського крейдового моря. Їхній вік — 100-90 млн років (сеноман — сантон).
Відзначено збільшення розміру зубів цього виду від більш давніх канзаських фаун до більш молодих. Безсумнівно, ця акула була мисливцем за великою здобиччю. Відомі сліди зубів кретоксиріни (і самі зуби, що застряли в кістці) на кістках мозазаврів, плезіозаврів, ксіфактинів. Втім, акули могли харчуватися в основному трупами морських ящерів, а не живими особинами. Відомі також сліди поїдання цими акулами на кістках гадрозаврів з середньої крейди Канзас (трупи динозаврів потрапляли в море і поїдалися акулами). Більш звичайною їхньою їжею були численні кісткові риби і більш дрібні акули. Разом із рештками скелетів кретоксирін знаходять залишки напівпереварених кісток великих кісткових риб та дрібних мозазаврів. За способом життя кретоксиріна походила на сучасну білу акулу. М. Еверхарт назвав цю акулу «акула Гінсу», на честь знаменитої в США марки ножів.

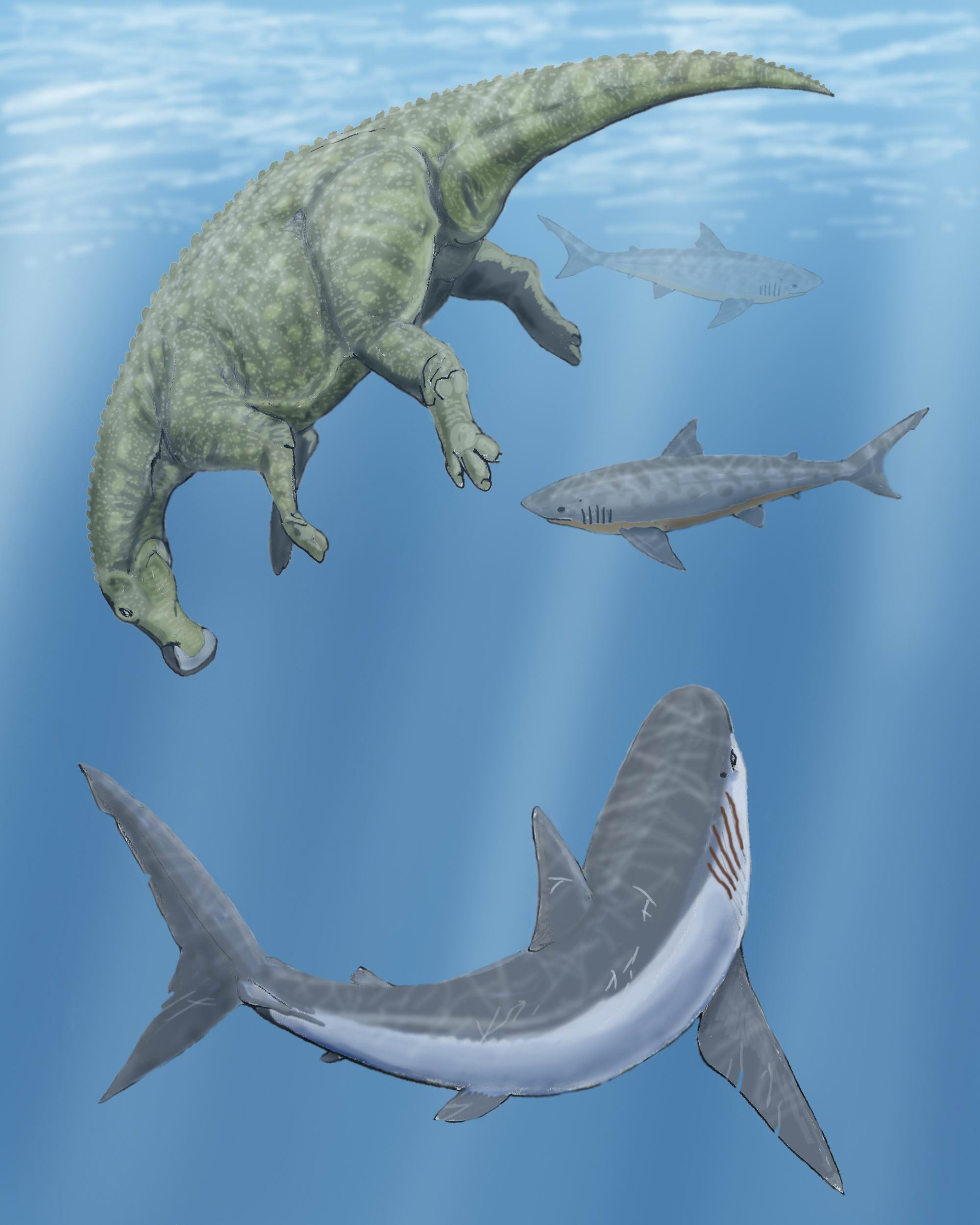
Мертвий гадрозавр Claosaurus дрейфує у водах Західного Внутрішнього Моря крейдяного періоду в Канзасі. Кретоксиріна і два сквалікоракса пливуть до нього.

Зуби кретоксирін відомі і з крейди колишнього СРСР — їх знаходять в Поволжі, Казахстані (Мангишлак). Зуби C. mantelli описані також з крейди Західної Європи і, можливо, еоцену Центральної Азії. Можливо, до цього роду відносяться і деякі представники з більш ранніх (альб) крейдяних відкладень.

## Види
- Cretoxyrhina sulukapensis
- Cretoxyrhina vraconensis
- Cretoxyrhina denticulatus
- Cretoxyrhina mantelli

## В мистецтві
- Риба показана у фільмі «Морські чудовиська — доісторична пригода» 2008 року.

## Ресурси Інтернету
- Mike Everhart. Evidence of Late Cretaceous Sharks Feeding on Mosasaurs [Архівовано 24 квітня 2018 у Wayback Machine.] (англ.) (М. Еверхарт. Доказ полювання акул на мозазаврів)
- Jim Bourdon (2011). 'Ginsu' shark — Cretaceous. The Life and Times of Long Dead Sharks (англійською) . Архів оригіналу за 17 листопада 2012. Процитовано 4 травня 2014.
- R. Aidan Martin. Cretoxyrhina mantelli. Biology of sharks and rays (англійською) . ReefQuest Centre for Shark Research. Архів оригіналу за 23 вересня 2015. Процитовано 4 травня 2014.
- Paleoecological relationships of the Late Cretaceous lamniform shark, Cretoxyrhina mantelli (Agassiz) (англ.) (Огляд способу життя)
- Caudal fin skeleton of the late cretaceous lamniform shark, Cretoxyrhina mantelli, from the Niobrara Chalk of Kansas (англ.) (Опис хвостового плавця і повного скелета)
- Netherlands Journal of Geosciences — Geologie en Mijnbouw (англ.)